# A Curious Thing
A Curious Thing é o segundo álbum de estúdio da cantora Amy Macdonald, lançado a 30 de março de 2010.
| Críticas profissionais                                                      | Críticas profissionais |
| Avaliações da crítica                                                       | Avaliações da crítica  |
| Fonte                                                                       | Avaliação              |
| --------------------------------------------------------------------------- | ---------------------- |
| allmusic                                                                    | [ 2 ]                  |
| BBC Music                                                                   | (muito positivo)       |
| The Daily Telegraph                                                         | [ 4 ]                  |
| Daily Express                                                               | [ 5 ]                  |
| The Guardian                                                                | [ 6 ]                  |
| MusicOMH                                                                    | [ 7 ]                  |
| NME                                                                         | [ 8 ]                  |
| The Press                                                                   | [ 9 ]                  |
| The Scotsman                                                                | [ 10 ]                 |
| The Times                                                                   | [ 11 ]                 |
| Esta tabela precisa de ser acompanhada por texto em prosa. Consulte o guia. |                        |

## Faixas
1. "Don't Tell Me That It's Over" - 3:15
2. "Spark" - 3:07
3. "No Roots" - 4:30
4. "Love Love" - 3:17
5. "An Ordinary Life" - 3:36
6. "Give It All Up" - 2:55
7. "My Only One" - 3:32
8. "This Pretty Face" - 3:57
9. "Troubled Soul" - 4:46
10. "Next Big Thing" - 3:30
11. "Your Time Will Come" - 4:32
12. "What Happiness Means to Me" - 4:53
13. "Dancing In The Dark" (faixa escondida gravada ao vivo - início a 6:02 da faixa 12) - 3:18